# Aleja bukowa z Jacinek do Nacławia
Aleja bukowa z Jacinek do Nacławia – pomnik przyrody, 200-letnia aleja bukowa nasadzona wzdłuż drogi wojewódzkiej 206, na odcinku Jacinki – Nacław (gmina Polanów).
Stanowi jeden z nielicznych tego typu pomników przyrody w Polsce. Do obsadzania alei stosowano zazwyczaj klony, kasztanowce, lipy lub dęby. Aleje bukowe były rzadkością. Stare drzewa (około 400 sztuk) tworzą wzdłuż szosy zwarty tunel o długości około 5 km. Najgrubsze okazy mają w pierśnicy około 400 cm obwodu. 
Druga, również pomnikowa, aleja bukowa odbiega od drogi 206 pomiędzy Jacinkami a Nacławiem i znajduje się wzdłuż drogi polnej do Dadzewa i Rosochy.